# Sunscha (Nordossetien-Alanien)
Sunscha (russisch Сунжа; ossetisch Сунжӕ Sunžæ) ist ein Dorf in der Republik Nordossetien-Alanien (Russland) mit 11.715 Einwohnern (Stand 14. Oktober 2010).

## Geographie
Die Siedlung liegt am Nordrand des Großen Kaukasus, etwa zwölf Kilometer östlich des Zentrums der Republikhauptstadt und zugleich Rajonverwaltungssitzes Wladikawkas am linken Ufer des Terek-Nebenflusses Sunscha. Etwa 6 km östlich verläuft die Grenze zu Inguschetien.
Sunscha gehört zum Rajon Prigorodny und bildet als deren einziger Ort die Landgemeinde Sunschenskoje gorodskoje posselenije.

## Geschichte
An Stelle des heutigen Ortes wurde 1859 während des Kaukasuskrieges 1817–1864 die Staniza Sunschenskaja als Kosaken-Wehrsiedlung im Verlauf der russischen Sunscha-Verteidigungslinie gegründet.
Nach der Oktoberrevolution wurde die kosakische Bevölkerung 1918 umgesiedelt und Inguschen zogen in den Ort, der in Folge den inguschischen Namen Ahki-Jurt (inguschisch Ахки-Юрт; russische, offizielle Form Акки-Юрт/Akki-Jurt) und den Status eines Dorfes (selo) erhielt. Das Gebiet mit dem Ort kam 1936 zur Tschetscheno-Inguschischen Autonomen Sozialistischen Sowjetrepublik.
Nach der Deportation der gesamten inguschischen Bevölkerung 1944 wurde das Dorf von Osseten besiedelt, nun unter dem heutigen Ortsnamen. 1957 wurde die tschetscheno-inguschischen Autonomie wiederhergestellt, aber Sunscha mit dem östlichen Teil des Rajons verblieb bei der Nordossetischen ASSR. Ein Teil der früheren inguschischen Bevölkerung versuchte dennoch, nach Sunscha zurückzukehren, wodurch es wiederholt zu ethnischen-religiösen Spannungen zwischen den muslimischen Inguschen und vorwiegend christlichen Osseten kam, verstärkt seit dem Zerfall der Sowjetunion und der Trennung der Republiken Tschetschenien und Inguschetien sowie mit dem Zustrom von Flüchtlingen der Tschetschenienkriege.

### Bevölkerungsentwicklung
| Jahr | Einwohner |
| ---- | --------- |
| 1914 | 5.786     |
| 1959 | 6.093     |
| 1979 | 6.034     |
| 1989 | 6.012     |
| 2002 | 11.346    |
| 2010 | 11.715    |

Anmerkung: ab 1959 Volkszählungsdaten

## Wirtschaft und Infrastruktur
In Sunscha wird vorwiegend Landwirtschaft für den lokalen Bedarf betrieben. Es besteht Straßenverbindung nach Wladikawkas; die Straße führt noch weiter in südöstlicher Richtung die Sunscha aufwärts bis in das Nachbardorf Komgaron und als Fahrweg über einen gut 1100 m hohen Pass in das bereits zu Inguschetien gehörende Tal der Assa.